# Долгожданный рассвет
«Долгожданный рассвет» (итал. Finalmente l'alba) — художественный фильм режиссёра Саверио Костанцо с Лили Джеймс и Уиллемом Дефо в главных ролях. Его премьера состоялась в сентябре 2023 года на 80-м Венецианском кинофестивале.

## Сюжет
Действие фильма происходит в 1950-х годах. На студии Cinecitta идут съёмки американского фильма. Главная героиня молодая итальянская актриса, участвующая в пробах, испытывает трудности в личной жизни. Она обручена с нелюбимым мужчиной и вынуждена согласиться на замужество из-за давления со стороны своей семьи. Во время прослушивания она всем сердцем втягивается в манящий мир голливудского кино.

## В ролях
- Лили Джеймс — Жозефина Эсперанто
- Уиллем Дэфо
- Джо Кири — Шон Локвуд
- Рэйчел Сеннотт
- Ребекка Антоначи

## Производство
Съёмки начались в Италии на студии Cinecitta 29 августа 2022 года и завершились в октябре 2022 года. Режиссёром фильма стал Саверио Костанцо. В актёрский состав вошли Лили Джеймс, Уиллем Дэфо, Джон Кири, Рэйчел Сеннотт и Ребекка Антоначчи.
Режиссёр рассказал, что персонаж Антоначи вдохновлён итальянской фотомоделью Вильмой Монтези, ставшей жертвой убийства, которое так и осталось не раскрытым.